# Stade Carl-Ramos
Le stade Carl-Ramos est un stade de football situé à Dangriga au Belize,.